# Dustin (Oklahoma)
Dustin – miasto w Stanach Zjednoczonych, w stanie Oklahoma, w hrabstwie Hughes.